# Yuza
Yuza (遊佐町?) è una cittadina giapponese della prefettura di Yamagata.